# 연산 (컴퓨팅)
컴퓨터에서 연산(演算,operation)은  하드웨어적인 컴퓨터 CPU의 산술 논리 장치에 의한 논리연산을 수행하는 일련의 과정이다.
소프트웨어적으로는 프로세스를 의미한다.
연산의 확장된 의미로는 컴퓨터가 정보를 입력 받아 기억된 데이터를 운영 체제의 제어 하에 연산을 수행하고 결과값을 내보내는 출력의 흐름이다.

## 같이 보기
- 튜링 기계

## 참고
- 50년 전 IBM이 설명한 컴퓨터 작동 원리 - 다나와뉴스
- 50년 전 IBM이 설명한 컴퓨터 작동 원리 - 유뷰브